# Гартинг, Мартын Николаевич
Марты́н (Марти́н) Никола́евич Га́ртинг (1785, Республика Соединённых провинций — 1824, Могилёв) — российский генерал, участник Отечественной войны 1812 года.

## Биография
В 1803 году из лейтенантов голландской армии принят на русскую службу в чине подпоручика.
В начале 1812 года состоял квартирмейстером 17-й пехотной дивизии, затем был назначен обер-квартирмейстером 3-го пехотного корпуса и участвовал во всех сражениях 1-й Западной армии. В Бородинском сражении был ранен в ногу, но остался в строю.
С 1813 года состоял при Главной квартире 1-й армии. Участвовал в сражениях под Люценом, Бауценом, Дрезденом и Кульмом, где был тяжело контужен. В «Битве народов» Гартинг был ранен в левую руку, но остался в строю. В 1814 году участвовал в сражениях под Бриенном, Ла-Ротьером, Арси-сюр-Обом и при взятии Парижа.
Участвовал в походе во Францию в 1815 году.
30 августа 1815 года был произведён в генерал-майоры и назначен генерал-квартирмейстером 1-й армии.
В этой должности служил до смерти от последствий контузии, полученной под Кульмом.

## Награды
- 17 сентября 1814 года награждён орденом св. Георгия 4-й степени (№ 2975 по списку Григоровича — Степанова) за отличия в сражениях с французами.
- Также награждён другими орденами Российской империи.